# Hamburg Masters 2000 - Qualificazioni doppio
Le qualificazioni del doppio  dell'Hamburg Masters 2000 sono state un torneo di tennis preliminare per accedere alla fase finale della manifestazione. I vincitori dell'ultimo turno sono entrati di diritto nel tabellone principale. In caso di ritiro di uno o più giocatori aventi diritto a questi sono subentrati i lucky loser, ossia i giocatori che hanno perso nell'ultimo turno ma che avevano una classifica più alta rispetto agli altri partecipanti che avevano comunque perso nel turno finale.
Le qualificazioni del doppio del torneo Hamburg Masters 2000 prevedevano 8 coppie partecipanti di cui 2 sono entrate nel tabellone principale.

## Teste di serie
1. Juan Ignacio Carrasco /  Jairo Velasco, Jr. (primo turno)
2. Antonio Prieto /  Cyril Suk (primo turno)

1. Petr Pála /  Pavel Vízner (primo turno)
2. Devin Bowen /  Andrei Pavel (ultimo turno)

## Qualificati
1. Alberto Martín  /   Albert Portas

1. Roger Federer  /   Marc Rosset

## Tabellone

### Legenda
| - Q = Qualificato - WC = Wild card - LL = Lucky loser | - ALT = Alternate - SE = Special Exempt - PR = Protected Ranking | - w/o = Walkover - r = Ritirato - d = Squalificato |

### Sezione 1
|  | Primo turno | Primo turno                              | Primo turno | Primo turno | Primo turno |  |  | Ultimo turno | Ultimo turno                 | Ultimo turno | Ultimo turno | Ultimo turno |  |
|  |             |                                          |             |             |             |  |  |              |                              |              |              |              |  |
|  |             | Alberto Martín Albert Portas             | 4           | 6           | 6           |  |  |              |                              |              |              |              |  |
|  | 1           | Juan Ignacio Carrasco Jairo Velasco, Jr. | 6           | 4           | 1           |  |  |              | Alberto Martín Albert Portas | 5            | 6            | 6            |  |
|  | 4           | Devin Bowen Andrei Pavel                 | 6           | 4           | 6           |  |  | 4            | Devin Bowen Andrei Pavel     | 7            | 3            | 3            |  |
|  |             | Arnaud Clément Sébastien Grosjean        | 3           | 6           | 3           |  |  |              |                              |              |              |              |  |

### Sezione 2
|  | Primo turno | Primo turno               | Primo turno               | Primo turno | Primo turno |  |  | Ultimo turno              | Ultimo turno              | Ultimo turno              | Ultimo turno              | Ultimo turno |  |
|  |             |                           |                           |             |             |  |  |                           |                           |                           |                           |              |  |
|  |             | Karol Kučera Marat Safin  | Karol Kučera Marat Safin  | 6           | 6           |  |  |                           |                           |                           |                           |              |  |
|  | 2           | Antonio Prieto Cyril Suk  | Antonio Prieto Cyril Suk  | 4           | 2           |  |  | Karol Kučera Marat Safin  | Karol Kučera Marat Safin  | Karol Kučera Marat Safin  | Karol Kučera Marat Safin  |              |  |
|  |             | Roger Federer Marc Rosset | Roger Federer Marc Rosset | 6           | 6           |  |  | Roger Federer Marc Rosset | Roger Federer Marc Rosset | Roger Federer Marc Rosset | Roger Federer Marc Rosset | W-O          |  |
|  | 3           | Petr Pála Pavel Vízner    | Petr Pála Pavel Vízner    | 3           | 4           |  |  |                           |                           |                           |                           |              |  |